# Castrul roman de la Pietroșani
Ruinele castrului se află în vestul comunei Pietroșani, județul Teleorman, pe marginea povârnișului teraselor a II-a și a III-a ale Dunării. Se crede că fortificația a avut la baza o cetate dacă.